# Тазир
Та‘зир (араб. التعزير‎ —  удержание‎, запрет, препятствие) — в шариате — дисциплинарное наказание, вид и степень которого не установлено шариатом (в отличие от наказания хадд), назначаемое за грехи и проступки. Тазир налагается либо по приговору суда, либо по решению правителя или мухтасиба. Способы применения наказания разнятся в зависимости от состава преступления и направлены на удержание человека от повторного совершения преступления.

## Определение наказания
Тазир налагается либо по приговору суда, либо по решению правителя или мухтасиба (полицейского начальника) только в том случае, если на территории государства действует исламское законодательство. Он определяется мусульманскими правоведами на основании различных методов иджтихада. При этом правовед должен учитывает конкретные условиям и государство, в котором действует мусульманское законодательство.

## Обоснованность
На узаконенность дисциплинарного наказания «тазир» указывает Коран, Сунна и единогласное мнение учёных (аль-иджма).
Что касается Корана, то это слова Всевышнего (وَاضْرِبُوهُنَّ) «… и побивайте их» (Коран 4: 34), — то есть, строптивых жён, и не сказано, как и сколько раз.
Что касается Сунны, то это хадис, переданный со слов Абу Бурды (да будет доволен им Аллах) о том, что Посланник Аллаха ﷺ сказал: «Не подвергается человек бичеванию более десяти ударов, кроме как за нарушение границ, установленных Аллахом» (аль-Бухари 6848, Муслим 1708).
Также со слов ‘Абду-Ллаха ибн ‘Амра (да будет доволен им Аллах) сообщается, что Посланник Аллаха ﷺ сказал: «Повелевайте вашим детям совершать молитву с семи лет, и бейте их за отказ от неё с десяти лет. А также укладывайте их спать раздельно». (Ахмад 6689, Абу Дауд 494, 495. Достоверность хадиса подтвердили ан-Науауи, Ибн аль-Муляккъин, Ахмад Шакир и аль-Альбани. См. «аль-Хуляса» 1/252, «аль-Бадр аль-мунир» 3/238, «Сахих аль-джами’» 5868).
А также на узаконенность дисциплинарного наказания в отношении грехов, мера пресечения за которые не определена Шариатом, указывает единогласное мнение учёных (См. «Маджму‘ аль-фатауа» 35/402).

## Разница между тазир и установленным Шариатом наказанием (хадд)
Ибн ‘Абидин сказал: «Разница между дисциплинарным наказанием (ат-та‘зир) и наказанием, установленным Шариатом (аль-хадд) заключается в том, что установленные Шариатом наказания чётко определены и обозначены, тогда как вид и степень дисциплинарного наказания „ат-та‘зир“ определяет правитель (или судья). Другими отличиями между ними являются следующие: (2) исполнение установленных наказаний „аль-хадд“ отстраняются сомнениями, тогда как „ат-та‘зир“ обязателен даже при наличии сомнений; (3) „аль-хадд“, в отличие от „ат-та‘зир“, не применяется к детям; (4) термин „аль-хадд“ применяется как в отношении мусульман, так и в отношении неверных, а „ат-та‘зир“ только к мусульманам, так как он узаконен для очищения; (5) „аль-хадд“ может применять только правитель (судья), тогда как „ат-та‘зир“ может применять муж, хозяин и каждый (обладающий властью), который видит другого, совершающим грех; (6) при „аль-хадд“, в отличие от „ат-та‘зир“, отказ от признания берётся в расчёт; (7) при „аль-хадд“, в отличие от „ат-та‘зир“, обвиняемый задерживается до выяснения его вины; (8) при „аль-хадд“, в отличие от „ат-та‘зир“, запрещено заступничество; (9) при „аль-хадд“, в отличие от „ат-та‘зир“, правитель не может не применить наказание; (10) в некоторых случаях „аль-хадд“, в отличие от „ат-та‘зир“, может быть отменён по причине давности преступления. Итого десять». (См. Ибн ‘Абидин «Радд аль-мухтар» 4/60).

## Способы наказания
В зависимости от тяжести проступка и личности виновного тазиром может быть общественное осуждение, замечание судьи (кади) или правителя, назидательная беседа и другие меры воздействия. За более тяжкие нарушения может применяться тюремное заключение на срок до 6 месяцев, ссылка, сечение плетью или битьё палками от 5 до 39 ударов, наложение штрафа или конфискация имущества. В исключительных случаях возможно даже наказание смертной казнью. Сечение при тазире производится так же, как и при наказании хадд. В более тяжелых случаях требуется искупление (каффара).
Ибн аль-Къайим сказал: «Дисциплинарное наказание не имеет определённого вида и меры, однако оно определяется в соответствии с видом преступления и его тяжести» (См. «И‘лям аль-мууаккъи‘ин» 2/23).

## Грехи и преступления
К тазиру относятся проступки, за которые не предусмотрено установленное шариатом наказание (хадд). Среди проступков, за которые налагается тазир, — такие грехи и преступления как:
- базарная кража,
- мелкое мошенничество,
- вызывающее поведение и хулиганство,
- неподчинение властям[4],
- несоблюдение поста в месяц Рамадан,
- отказ от совершения намаза,
- жизнь на проценты и т. п.[2]